# Fatou Mass Jobe-Njie
Fatou Mass Jobe-Njie là một chính trị gia người Gambia từng là Bộ trưởng Bộ Du lịch và Văn hóa từ năm 2010 đến 2014 và đại sứ tại Malaysia từ 2014-2015.

## Thơ ấu và giáo dục
Jobe-Njie đến từ Serekunda. Cha bà mất khi bà còn nhỏ và mẹ bà mất vài năm sau đó. Jobe-Njie và anh chị em của cô đã được chú của họ nuôi dưỡng. Bà học trường tiểu học Serre-Kunda và trường trung học St. Joseph's.
Jobe-Njie có bằng MBA từ Đại học Wolverhampton.

## Sự nghiệp
Jobe-Njie làm việc trong khu vực tư nhân và đứng đầu bộ phận tiếp thị tại Standard Chartered Bank, trước khi đứng đầu ngân hàng bán lẻ của Bank PHB. Bà cũng từng là chủ tịch của Hội chữ thập đỏ Gambia vào tháng 5 năm 2010 đã được bầu làm Chủ tịch của Hiệp hội du lịch châu Phi.
Jobe-Njie được bổ nhiệm làm Bộ trưởng Bộ Du lịch và Văn hóa bởi Tổng thống Yahya Jammeh vào ngày 4 tháng 2 năm 2010, thay thế cho Nancy Njie. Năm 2013, cô giám sát việc thành lập Hiệp hội sưu tập Gambia để thu thập và phân phối nhuận bút cho các nghệ sĩ Gambia theo luật bản quyền. Vào tháng 6 năm 2014, bà đã có bài phát biểu tại Diễn đàn Quốc tế OIC về vai trò của du lịch Hồi giáo trong nền kinh tế toàn cầu. Bà đã bị Jammeh sa thải vào tháng 9 năm 2014, không có lý do nào được đưa ra. Hai ngày sau, bà được bổ nhiệm làm đại sứ của Gambia cho Malaysia, đại diện thường trực đầu tiên của đất nước. Bà đã bị thay thế vai trò đó bởi người vị trí phó Abubacarr Jah vào tháng 5 năm 2015.
Jobe-Njie trở lại Gambia và trở thành một trợ lý thân cận của Zeinab Jammeh và giám đốc điều hành của tổ chức từ thiện của Jammeh, Chiến dịch Save the Children Foundation.

## Cuộc sống cá nhân
Jobe-Njie đã kết hôn với giáo sư đại học Gumbo Tournay, người nhiều năm sau đó đã được tha bổng vì đã cung cấp thông tin sai lệch cho Văn phòng Tổng thống sau khi lên tiếng về tham nhũng tại Đại học Gambia. Con trai của họ, Ousman, được sinh ra khi họ đang sống ở London. Sau khi ly hôn, Jobe-Njie kết hôn với chủ khách sạn Buna Njie.